# Radonić (Šibenik)
Radonić falu Horvátországban Šibenik-Knin megyében. Közigazgatásilag Šibenikhez tartozik.

## Fekvése
Šibenik központjától légvonalban 13, közúton 19 km-re északkeletre, Dalmácia középső részén fekszik. Ma Radonić egy része Drniš községhez és a mirlovići Nagyboldogasszony plébániához, másik része Šibenik községhez és a konjevratei Keresztelő Szent János plébániához tartozik.

## Története
A település neve valószínűleg a középkori Radićani helynévből vagy az 1443-ban említett konjevratei Radunić-Radunicić család nevéből származik. Ahhoz a konjevratei plébániához tartozott, mely 1298 a šibeniki püspökség alapítása után bukkan fel és a 14. és 15. század folyamán a történeti források a Šibenik városának körzetéhez tartozó települések között említenek. Ez a terület már a 12. század eleje óta a Magyar Királyság része volt, azonban 1409-ben Nápolyi László magyar ellenkirály egész Dalmáciával együtt százezer aranydukátért eladta a Velencei Köztársaságnak. Ezt követően Šibenik és környéke 1412-ben ténylegesen is velencei uralom alá került és a köztársaság hatóságai megerősítettek jogait a terület felett. Šibenik városnak a város körzetét négy részre osztó 1430-as statutumában a harmadik rész, a tulajdonképpeni Nadgorje egyik településeként szerepel. Minden lakójára a velencei közigazgatás és törvényi vonatkoztak. Lakói földműveléssel, állattartással, kertészettel és szőlészettel foglalkoztak. Terményeiket is főként a város piacán adták el, ahol cserébe sót és egyéb árukat vásároltak.
Ez a viszonylag békés időszak 1463-ig Bosznia török meghódításáig tartott. Ettől kezdve Šibenik északi körzeteit állandó nyugtalanságban tartották az alkalmankénti török betörések. Az első nagyobb támadás 1468 novemberének végén érte e vidéket, amikor Radonić, Brnjica, Goriš és Pokrovnik településeket rabolta ki és éegette fel a török, lakosságát pedig rabságba hurcolta. A véres napokról a šibeniki székeskáptalan kanonoka, a püspökség általános helynöke Juraj Šišgoric költő és krónikás számolt be 1477-ben írt „Elegiarum et carminum libri tres” (Elégiák és költemények könyve) című művében. Az ezt követő időszakban a sorozatos török támadások a vidék megmaradt lakosságát menekülésre kényszerítették és az a megerősített nagyobb városokban, valamint a szigeteken keresett védelmet. 1521-22-ben elesett Skradin és Knin, 1523-ban Ostrovica, 1537-ben Klissza. Ezzel a település és környéke a török-velencei határ közvetlen közelébe került. 1543-ban a török felégette Pokrovnikot, melyet akkor Ugarcinak neveztek és amelynek plébániája megszűnt működni. A török hatóságok a megszállt területre muzulmán lakosságot telepítettek, melyet a morlakoknak nevezett vlach pásztornépek kísértek.
A morlakok nagyarányú betelepülése a Krkától keletre fekvő 33 elpusztított faluba a 16. században indult meg és egészen a 17. század végéig tartott. Ekkor a török vereségek hatására a muzulmán lakosság elmenekült. Helyükre kisebb részben a korábban elmenekült keresztény lakosság, nagyobb részben északról Boszniából és Lika térségéből új népesség érkezett. 1677-ben megalapították a mirlovići plébániát, melyhez a korábban Pokrovnikhoz tartotzó településeket, míg a konjevratei plébániához egykor tartozott falvakat már 1648-ban a šibeniki varoši plébániához csatolták. Radonić katolikus lakói a török kiűzése után noha a varoši plébániához tartoztak a közelebbi Pokrovnikra temetkeztek. A konjevratei plébániát csak 1861. október 20-án alapították újra. A pravoszláv hívek a konjevratei parókiához tartoztak. Templomuk és temetőjük Goriš és Konjevrate között a főút mellett található. 1797-ben a Velencei Köztársaság megszűnésével a Habsburg Birodalom része lett. 1806-ban Napóleon csapatai foglalták el és 1813-ig francia uralom alatt állt. Napóleon bukása után ismét Habsburg uralom következett, mely az első világháború végéig tartott.
A településnek 1880-ban 158, 1910-ben 200 lakosa volt. Az I. világháború után rövid ideig az Olasz Királyság, ezután a Szerb-Horvát-Szlovén Királyság, majd Jugoszlávia része lett. 1991-ben lakosságának 48 százaléka horvát, 40 százaléka szerb nemzetiségű volt. A délszláv háború során mindvégig horvát kézen maradt. 2011-ben 79 lakosa volt.

## Lakosság
| Lakosság változása | Lakosság változása | Lakosság változása | Lakosság változása | Lakosság változása | Lakosság változása | Lakosság változása | Lakosság változása | Lakosság változása | Lakosság változása | Lakosság változása | Lakosság változása | Lakosság változása | Lakosság változása | Lakosság változása | Lakosság változása |
| ------------------ | ------------------ | ------------------ | ------------------ | ------------------ | ------------------ | ------------------ | ------------------ | ------------------ | ------------------ | ------------------ | ------------------ | ------------------ | ------------------ | ------------------ | ------------------ |
| 1857               | 1869               | 1880               | 1890               | 1900               | 1910               | 1921               | 1931               | 1948               | 1953               | 1961               | 1971               | 1981               | 1991               | 2001               | 2011               |
| 0                  | 0                  | 158                | 159                | 199                | 200                | 226                | 184                | 221                | 237                | 215                | 185                | 159                | 124                | 85                 | 79                 |

(1857-ben és 1869-ben lakosságát a szomszédos Konjevratéhez számították.)

## Sport
A település sport és rekreációs egyesületét 2002-ben alapították.